# Clos Mondeville
Le Clos Mondeville est une demeure, du XVe siècle, qui se dresse sur  le territoire de la commune française de Crépon dans le département du Calvados, en région Normandie. L'édifice est partiellement inscrit au titre des monuments historiques.

## Localisation
Le manoir est situé route de Villiers à Crépon, dans le département français du Calvados.

## Historique
Le manoir est bâti au XVe siècle,, ou de la fin du XVe au début du XVIe siècle. La tour à angles abattus porte la date 1560.

## Description
Le manoir est bâti en calcaire et pierre de taille, revêtu d'enduit,.
La tour à angles abattus est un marqueur des édifices des XVe – XVIe siècles et se situe sur la façade sur cour et la porte de l'édifice se situait à gauche de cette tour.

## Protection
La tour d'escalier avec tourelle est inscrite au titre des monuments historiques par arrêté du 18 mars 1927.